# Nísos Polýaigos
Nísos Polýaigos är en ö i Grekland.   Den ligger i prefekturen Kykladerna och regionen Sydegeiska öarna, i den sydöstra delen av landet, 160 km sydost om huvudstaden Aten. Arean är 18,1 kvadratkilometer.
Terrängen på Nísos Polýaigos är lite kuperad. Öns högsta punkt är 343 meter över havet. Den sträcker sig 5,2 kilometer i nord-sydlig riktning, och 5,5 kilometer i öst-västlig riktning.